# Haltere la Jocurile Olimpice de vară din 2016 - feminin +75 kg
Proba de haltere categoria +75 de kg feminin de la Jocurile Olimpice de vară din 2016 de la Rio de Janeiro a avut loc la data de 14 august, la Pavilionul 2 al Riocentro.

## Recorduri
Înaintea acestei competiții, recordurile mondiale și olimpice erau următoarele.
| Recorduri mondiale | Smuls   | Tatiana Kașirina (RUS) | 155 kg | Almatî, Kazahstan      | 16 noiembrie 2014 |
| Recorduri mondiale | Aruncat | Tatiana Kașirina (RUS) | 193 kg | Almatî, Kazahstan      | 16 noiembrie 2014 |
| Recorduri mondiale | Total   | Tatiana Kașirina (RUS) | 348 kg | Almatî, Kazahstan      | 16 noiembrie 2014 |
| Recorduri olimpice | Smuls   | Tatiana Kașirina (RUS) | 151 kg | Londra, Marea Britanie | 5 august 2012     |
| Recorduri olimpice | Aruncat | Zhou Lulu (CHN)        | 187 kg | Londra, Marea Britanie | 5 august 2012     |
| Recorduri olimpice | Total   | Zhou Lulu (CHN)        | 333 kg | Londra, Marea Britanie | 5 august 2012     |

## Rezultate
| Loc | Atlet                      | Grupa | Greutatea corpului | Smuls (kg) | Smuls (kg) | Smuls (kg) | Smuls (kg) | Aruncat (kg) | Aruncat (kg) | Aruncat (kg) | Aruncat (kg) | Total |
| Loc | Atlet                      | Grupa | Greutatea corpului | 1          | 2          | 3          | Rezultat   | 1            | 2            | 3            | Rezultat     | Total |
| --- | -------------------------- | ----- | ------------------ | ---------- | ---------- | ---------- | ---------- | ------------ | ------------ | ------------ | ------------ | ----- |
| 1   | Meng Suping (CHN)          | A     | 120.27             | 125        | 125        | 130        | 130        | 175          | 175          | 177          | 177          | 307   |
| 2   | Kim Kuk-hyang (PRK)        | A     | 100.43             | 123        | 127        | 131        | 131        | 162          | 170          | 175          | 175          | 306   |
| 3   | Sarah Robles (USA)         | A     | 143.30             | 118        | 122        | 126        | 126        | 151          | 155          | 160          | 160          | 286   |
| 4   | Shaimaa Khalaf (EGY)       | A     | 123.75             | 117        | 121        | 121        | 117        | 155          | 161          | 169          | 161          | 278   |
| 5   | Lee Hui-sol (KOR)          | A     | 119.49             | 119        | 122        | 126        | 122        | 153          | 159          | 159          | 153          | 275   |
| 6   | Son Young-hee (KOR)        | A     | 109.58             | 115        | 118        | 121        | 118        | 155          | 162          | 166          | 155          | 273   |
| 7   | Yaniuska Espinosa (VEN)    | B     | 114.08             | 115        | 119        | 121        | 121        | 145          | 149          | 152          | 152          | 273   |
| 8   | Andreea Aanei (ROU)        | A     | 120.01             | 119        | 119        | 120        | 120        | 145          | 154          | 154          | 145          | 265   |
| 9   | Mariam Usman (NGR)         | A     | 122.39             | 115        | 120        | 120        | 115        | 145          | 150          | 152          | 150          | 265   |
| 10  | Anastasiya Lysenko (UKR)   | B     | 100.97             | 117        | 117        | 117        | 117        | 146          | 146          | 156          | 146          | 263   |
| 11  | Yosra Dhieb (TUN)          | B     | 120.06             | 106        | 106        | 111        | 111        | 133          | 138          | 141          | 138          | 249   |
| 12  | Anastasiia Hotfrid (GEO)   | B     | 86.98              | 110        | 113        | 115        | 113        | 130          | 135          | 135          | 135          | 248   |
| 13  | Tracey Lambrechs (NZL)     | B     | 106.54             | 98         | 98         | 101        | 98         | 133          | 133          | 139          | 133          | 231   |
| 14  | Luisa Peters (COK)         | B     | 100.27             | 95         | 100        | 100        | 100        | 119          | 124          | 126          | 124          | 224   |
| 15  | Fatima-Zohra Bouchra (ALG) | B     | 80.35              | 83         | 87         | 90         | 87         | 105          | 108          | 108          | 105          | 192   |
| –   | Naryury Pérez (VEN)        | B     | 99.91              | 110        | 115        | 117        | 117        | 145          | 145          | 145          | –            | DNF   |